# Чејсберг (Висконсин)
Чејсберг (енгл. Chaseburg) град је у америчкој савезној држави Висконсин.

## Демографија
По попису из 2010. године број становника је 284, што је 22 (-7,2%) становника мање него 2000. године.
| Група             | 2000.        | 2010.       |
| Белци             | 306 (100,0%) | 274 (96,5%) |
| Афроамериканци    | 0 (0,0%)     | 0 (0,0%)    |
| Азијати           | 0 (0,0%)     | 1 (0,4%)    |
| Хиспаноамериканци | 0 (0,0%)     | 5 (1,8%)    |
| Укупно            | 306          | 284         |